# Arílson Gilberto da Costa
Arílson Gilberto da Costa, kurz Arílson, (* 11. Juni 1973 in Bento Gonçalves) ist ein ehemaliger brasilianischer Fußballspieler, der 1995 der bis dato teuerste Einkauf des 1. FC Kaiserslautern war.

## Karriere

### Verein
Der Mittelfeldspieler wurde im Winter 1995, als sich der FCK im Abstiegskampf befand, für 4,2 Millionen DM Ablöse vom Weltpokalfinalisten Grêmio FBPA aus Porto Alegre verpflichtet. Er kam jedoch zu nur zehn Bundesligaeinsätzen und wurde bald an SC Internacional verliehen, ehe der Vertrag aufgelöst wurde. Von Juli 1999 bis Juni 2000 spielte Arilson bei Real Valladolid.

### Nationalmannschaft
Arílson wurde für die Nationalmannschaft zum CONCACAF Gold Cup 1996 in den USA nominiert. In der Vorbereitung bestritt der Mittelfeldspieler zwei Länderspiele, wobei er gegen Argentinien vom Platz gestellt wurde und kam beim Gold Cup in vier Partien zum Einsatz.

## Erfolge
Grêmio FBPA
- Copa do Brasil: 1994
- Copa Sul: 1999

Er wurde 1996 Deutscher Pokalsieger mit dem 1. FC Kaiserslautern. Allerdings saß er lediglich auf der Auswechselbank.
SE Palmeiras
- Copa do Brasil: 1998
- Copa Mercosur: 1998